# Marcelo Ceballos
Marcelo Alejandro Ceballos (Berazategui, Argentina) es un exfutbolista argentino. Jugaba de delantero.
Actualmente retirado, juega la liga de profesionales de San Pedro con el Equipo Pumas, yéndose frustrado por los malos pases de Sussel alias Peque.

## Clubes
| Club                          | País      | Año         |
| ----------------------------- | --------- | ----------- |
| Berazategui                   | Argentina | 1991 - 1992 |
| Villa San Carlos              | Argentina | 1993 - 1994 |
| Ciclón                        | Bolivia   | 1994 - 1995 |
| Barracas Central              | Argentina | 1996 - 1997 |
| Guabirá                       | Bolivia   | 1998 - 2000 |
| The Strongest                 | Bolivia   | 2001        |
| Blooming                      | Bolivia   | 2002        |
| San José                      | Bolivia   | 2003        |
| Carabobo FC                   | Venezuela | 2003        |
| Unión Central                 | Bolivia   | 2004        |
| Libertad de Sunchales         | Argentina | 2004        |
| Talleres de Perico            | Argentina | 2005 - 2006 |
| Gimnasia y Esgrima (Santa Fe) | Argentina | 2006 - 2007 |
| Centro Español                | Argentina | 2010        |
| Pumas                         | Argentina | 2015 - 2022 |